# Daniel 8
Daniel 8 este al optulea capitol din Cartea lui Daniel. Acesta relatează viziunea lui Daniel despre un berbec cu două coarne distrus de o capră cu o singură coarnă, urmată de istoria "cornului mic", care este un cod folosit de Daniel pentru regele grec Antioh al IV-lea Epifanul.
Chiar dacă se petrece în timpul domniei sau regenței regelui Belșazar (care probabil a murit în 539 î.Hr.), subiectul viziunii este opresiunea lui Antioh asupra poporului evreu în secolul al II-lea î.Hr.: el a interzis obiceiurile evreiești cum ar fi circumcizia, calendarul festivalurilor evreiești, restricțiile alimentare și respectarea Sabatului, a făcut deținerea unui sul al Legii o infracțiune capitală și a construit un altar pentru Zeus în Templu (denumit "abominabilul pustiirii"). Programul său a stârnit o revoltă populară care a condus la recucerirea Ierusalimului și a Templului de către Iuda Macabeul (164 î.Hr.).

## Rezumat
În al treilea an al domniei lui Belșazar, regele Babilonului, Daniel în viziune își vede el însuși în Susa, care se află în Elam, în Iranul de astăzi. În viziunea sa, el vede un berbec cu două coarne, una mai mare decât cealaltă; berbecul se îndreaptă spre vest, nord și sud, și nicio altă fiară nu poate sta împotriva lui. Apoi, Daniel vede o capră masculină cu o singură coarnă venind dinspre vest fără să atingă pământul; aceasta lovește berbecul și-l distruge. La apogeul puterii sale, coarnei caprei îi este ruptă și în locul ei cresc patru coarne. Una dintre coarne este mică, dar devine mare și prosperează în tot ceea ce face, aruncând stele pe pământ, oprind sacrificiul zilnic, distrugând sanctuarul și aruncând adevărul la pământ. Daniel este informat că viziunea se va împlini în 2.300 de seri și dimineți, când sanctuarul va fi curățat. Îngerul Gabriel apare și îi spune lui Daniel că aceasta este o viziune despre escatologie.

## Compoziție și structură
Articol principal: Cartea lui Daniel § Structura
Cartea lui Daniel a avut originea ca o colecție de povestiri populare printre comunitatea evreiască din Babilon și Mesopotamia în perioadele persane și elenistice timpurii (secolele V-III î.Hr.), iar ulterior a fost extinsă prin viziunile capitolelor 7-12 în era macabeeană (mijlocul secolului al II-lea î.Hr.). Daniel este o figură legendară, iar numele său a fost probabil ales pentru eroul cărții datorită reputației sale ca un înțelept văzător în tradiția ebraică. Structura capitolului poate fi descrisă astfel: 

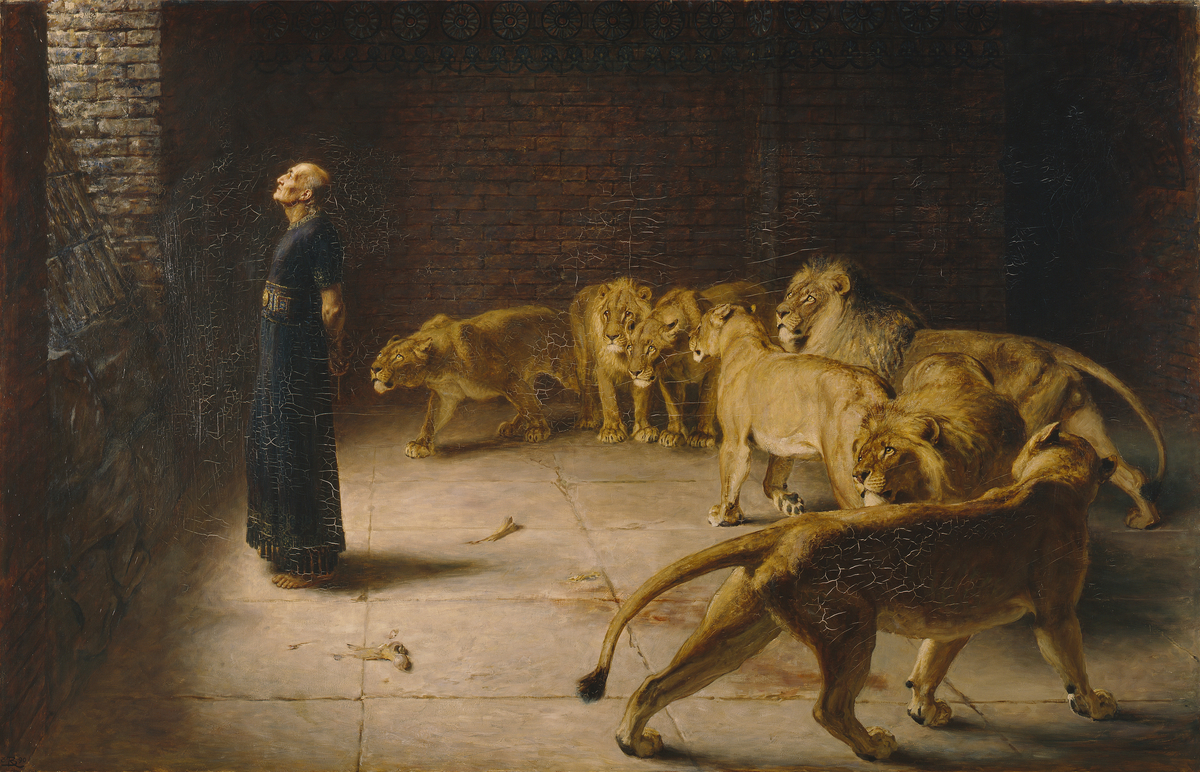
"Răspunsul lui Daniel regelui", de Briton Riviere, GMIII MCAG 1937 123-001

I. Introducere: dată și loc (versetele 1-2); 
II. Raportul viziunii: berbec, capră, conversația angelică (3-12); 
III. Epifania (apariția) interpretului: circumstanțe și dorința de interpretare, epifanie (15-17); 
IV. Interpretare: circumstanțe, interpretarea imaginilor, declarație de încheiere a îngerului (18-26); 
V. Declarație de încheiere a reacției viziunii, v.27.

## Gen și teme

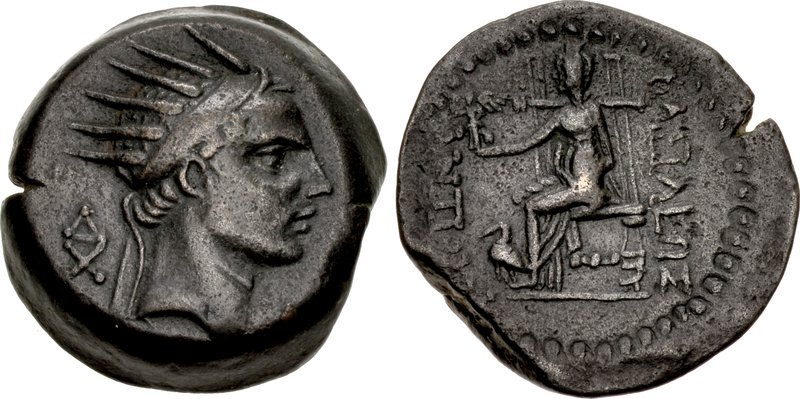
Antiochus IV Epiphanes

Cartea lui Daniel este o apocalipsă, un gen literar în care o realitate cerească este revelată unui destinatar uman; astfel de lucrări sunt caracterizate de viziuni, simbolism, un mediator supranatural, accent pe evenimente cosmice, îngeri și demoni, și pseudonimie (autor fals). Apocalipsele erau comune între 300 î.Hr. și 100 d.Hr., nu doar printre evrei și creștini, ci și greci, romani, persani și egipteni. Daniel, eroul cărții, este un văzător apocaliptic reprezentativ, destinatarul revelației divine: a învățat înțelepciunea magicienilor babilonieni și i-a depășit, deoarece Dumnezeul său este adevărata sursă de cunoaștere; el este unul dintre maskil, cei înțelepți, ale căror sarcină este să învețe dreptatea. Cartea este de asemenea o escatologie, înțeles ca o revelație divină referitoare la sfârșitul epocii prezente, un moment în care Dumnezeu va interveni în istorie pentru a inaugura regatul final.
Daniel 8 se conformează tipului "viziunii onirice simbolice" și profetiei "regale" sau "dinastice", analog cu o lucrare numită "Profetia dinastică babiloniană" - un exemplu mai extensiv apare în Daniel 11. Pentru sursele sale, se bazează pe Daniel 7, care furnizează simbolismul "cornului mic" și al "sfinților" (îngeri), precum și pe Cartea lui Ezechiel, care oferă locația lângă un râu și epifania îngerului, și pe Cartea lui Habacuc cu preocuparea pentru "sfârșitul timpului". "Cornul mic" care aruncă unele dintre stele la pământ amintește de Isaia 14:12 și Lucifer, care la rândul său presupune mitul ugaritic (canaanit) al încercării lui Attar de a lua tronul lui Baal.
Capitolul 8 este despre acțiunile puterilor lumii la "sfârșitul timpului". Cursul istoriei este pre-determinat, iar Antioh este doar un jucător în dezvoltarea planului lui Dumnezeu. Daniel 8 este astfel o reinterpretare și extindere a lui Daniel 7: unde capitolul 7 vorbea doar în mod criptic despre schimbarea de la imperiul medo-persan la era regilor greci, capitolul 8 face acest lucru explicit; de asemenea, capitolul 8 vorbește criptic despre "cornul mic", a cărui poveste va fi preluată în detaliu în capitolele următoare.

## Interpretație

### Contextul istoric
Daniel 8 este o interpretare a vremurilor autorului său, 167-164 î.Hr., cu o afirmație că Dumnezeu va pune capăt opresiunii poporului evreu. Începe cu cucerirea greacă a imperiului persan, atinge ascensiunea celor patru regate succesoare grecești, și apoi se concentrează pe cariera lui Antioh al IV-lea Epifanul, care a preluat tronul Siriei seleucide în 175 î.Hr. Antioh s-a găsit în conflict cu evreii, și deși detaliile sunt obscure, pare că a fost o revoltă în Ierusalim, el a trimis trupe să o reprimească, și ca urmare sacrificiul zilnic evreiesc a fost oprit și Templul a fost profanat. Data pentru aceasta este de obicei dată ca fiind 167 î.Hr. Tentativa de a eradica religia și cultura tradițională a provocat inevitabil o reacție, iar evreii rebeli, conduși de Iuda Macabeul și frații săi, au câștigat victorii militare suficiente împotriva seleucizilor pentru a recuceri și a purifica templul trei ani mai târziu.

### Berbecul, capra, cornul mare și cele patru coarne noi
Simbolurile berbecului și caprei, explicate în textul lui Daniel 8 ca reprezentând regii Persiei și Greciei, par să fie desenate din constelațiile care prezidează Persia și Siria în astrologia elenistică. Oamenii de știință sunt de acord că primul corn al caprei (cornul care este rupt) este Alexandru cel Mare, iar cele patru coarne care apoi apar sunt cei patru generali care și-au împărțit imperiul său. Detaliul că capra nu atinge pământul în timp ce atacă berbecul ar putea reflecta viteza cuceririlor lui Alexandru.

### "Cornul mic" și războiul său împotriva lui Dumnezeu
"Cornul mic" care apare din cele patru coarne este Antioh al IV-lea Epifanul. El "crește în putere spre sud și spre est și spre țara frumoasă", reflectând campaniile lui Antioh în Egipt (169-168 î.Hr.), Persia (166 î.Hr.) și Israel („țara frumoasă”). "Adevărul a fost aruncat la pământ" de către cornul mic în timp ce calcă pământul: aceasta este probabil o referire la Torah, Legea lui Moise.
„Sfinții” din Daniel 8:13 înseamnă cel mai probabil îngeri, în loc de sfinți, așa cum apare în Versiunea King James. Uneori, în Biblia ebraică, pare să se refere la israeliți. Stelele erau adesea identificate cu îngerii în Israelul antic, și în 8:10 cititorul este informat că cornul mic „a crescut mare ... și pe unii din oastea stelelor i-a aruncat la pământ și i-a călcat în picioare”, indicând că Antioh luptă împotriva „ostirii cerești” a îngerilor lui Dumnezeu. Într-adevăr, el "a aspirat să fie la fel de mare ca Prințul ostirii", chiar Dumnezeu însuși.
Daniel este singura carte din Biblia ebraică care dă nume îngerilor. Gabriel ar fi putut primi numele pentru că „are înfățișarea unui om” (ebraică gaber); el apare aici ca un mesager și interpret al mesajului lui Dumnezeu, aceeași rol pe care a primit-o ulterior de către autorul scenei anunțării din Luca (Luca 1:19,26). Mihail este înfățișat ca îngerul păzitor al Israelului și un războinic. Importanța acordată acestor ființe divine în Daniel este tipică pentru literatura ebraică elenistică, dar mult mai restrânsă decât în lucrări contemporane precum Prima Enoh.

### The 2,300 evenings and mornings
În versetul 13, Daniel aude doi "sfinți" (îngeri). Unul întreabă: "Până când va dura această viziune referitoare la jertfa arsă regulată, la nesupunerea care face să devină pustiu, și la predarea sanctuarului și a ostirii pentru a fi călcată în picioare?" și lui Daniel i se spune că va fi "pentru 2.300 de seri și dimineți", sau 1.150 de zile. Aceasta este contrazisă (de două ori într-o singură propoziție) la sfârșitul lui Daniel 12, care spune că "de la momentul când jertfa arsă regulată este luată ... vor fi 1.290 de zile; fericiți sunt cei care perseveră și ating 1.335 de zile" (Daniel 12:11–12): numerele diferite, mai întâi 1.150 de zile, apoi 1.290, în final 1.335, sunt probabil revizuiri făcute când numerele anterioare au trecut fără îndeplinire.
Perioada în discuție a fost inițial durata desacrării Templului, dar 1.150 de zile sunt puțin mai puțin de trei ani și jumătate, în timp ce desacrarea a durat doar trei ani. Se pare că atenția autorului s-a mutat de la desacrare și re-dedicare a Templului la sfârșitul istoriei, care ar fi marcat de învierea morților: numărul final din Daniel 12:12 este urmat de instrucțiunea către Daniel să "mergeți și să vă odihniți; veți învia pentru răsplata voastră la sfârșitul zilelor".
Interpretarea celor 2.300 de seri și dimineți ca echivalent cu jumătate din numărul acelor zile - 1.150 de zile - pare să fie cea mai comună, dar C.L. Seow, un eminent specialist în Daniel, consideră că înseamnă 2.300 de zile întregi. Acest lucru ar fi echivalent cu aproximativ șapte ani; presupunând că punctul final este re-dedicarea Templului și restaurarea sacrificiilor în 164 î.Hr., punctul de plecare ar fi atunci asasinarea mareșalului Onias III în 171, un alt an notabil în evenimentele care au dus la desacralizare.

## Interpretările escatologice creștine
Cartea lui Daniel, împreună cu Apocalipsa, formează una dintre bazele eshatologiei creștine. Autorii Evangheliilor l-au identificat pe Isus cu "unul ca un fiu al omului" din Daniel 7, iar până în secolul al III-lea d.Hr., piatra din Daniel 2 și a patra ființă din cuptorul încins din Daniel 3 au fost interpretate ca fiind Hristos, al patrulea regat din Daniel 7 era Roma, iar "cornul mic" era Antihristul (identificarea sa ca Antioh a fost negată de Ieronim într-un schimb celebru cu filozoful păgân Porfiriu). Cronologia lui Daniel a fost reinterpretată pentru a se potrivi cu așteptările creștine: de exemplu, profeția celor 70 de săptămâni din Daniel 9:20–27 a fost considerată de obicei că se încheie fie cu viața și moartea lui Hristos, fie cu distrugerea Ierusalimului în 70 d.Hr.
În Evul Mediu, catolicii disidenți, și mai târziu Martin Luther, l-au identificat pe papă ca Antihrist, în timp ce "cornul mic" includea pe Mahomed, Antioh și papalitate, în funcție de capitolul din Daniel implicat. În secolul al XVII-lea, puritanii englezi și-au interpretat lupta în termeni de armată a lui Dumnezeu (ei înșiși) luptând împotriva Antihristului (papa) și aliatului său (regele), iar bărbații Monarhiei a Cincea și-au luat numele și idealul de guvernare din Daniel 7.